# Krystalografická soustava

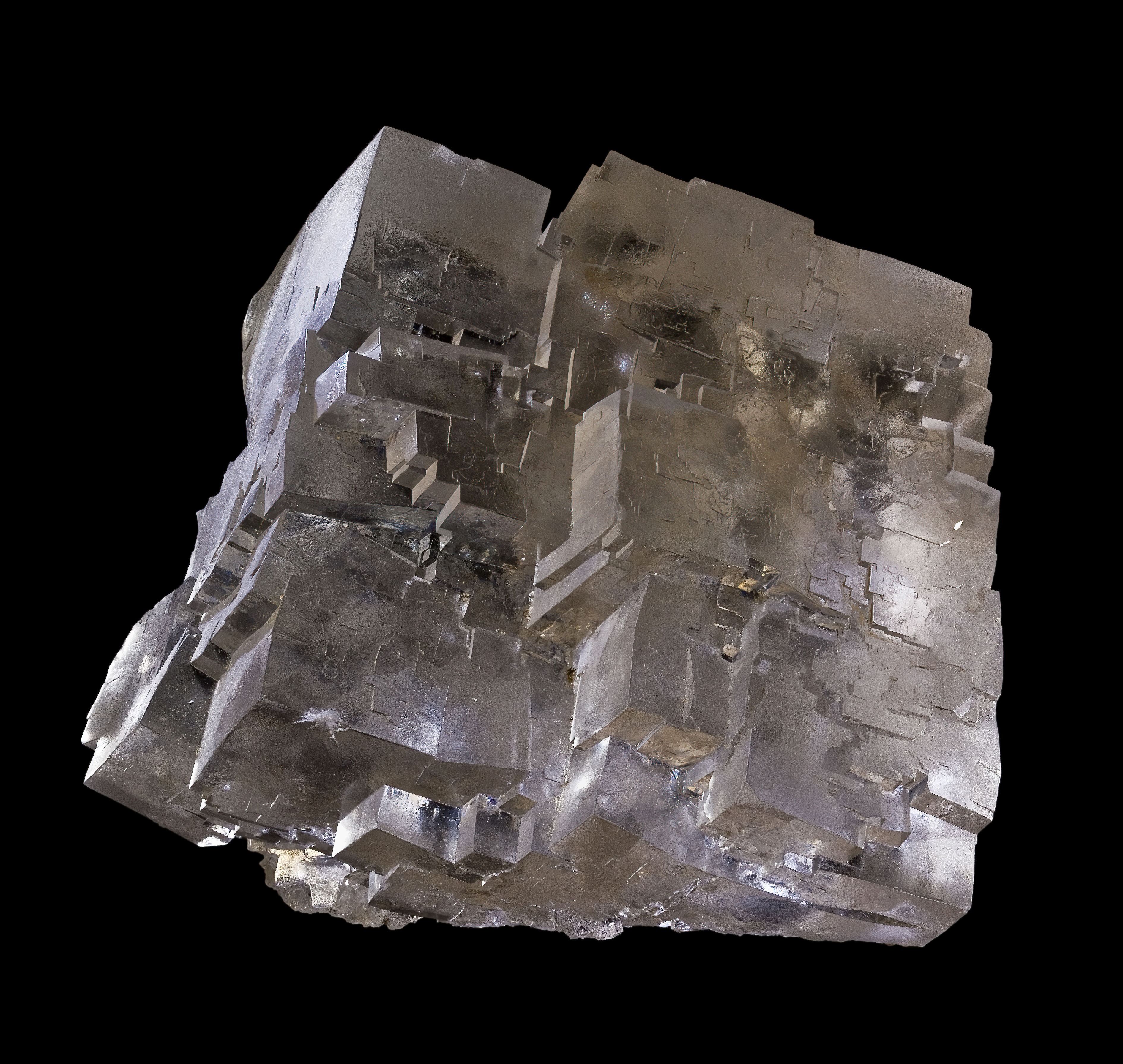
Sůl kamenná - krychlová krystalografická soustava

Krystalografická soustava (též krystalová soustava) klasifikuje krystalické pevné látky podle jejich symetrie. Podle typů symetrie v krystalové mřížce se rozlišuje sedm základních krystalografických soustav. Pro popis krystalické struktury látek hlavně v mineralogii, chemii pevných látek a fyzice pevných látek se využívají právě krystalografické soustavy.
Bylo definováno sedm krystalografických soustav, které se liší osním (axiálním) křížem protínajícím tělo krystalu uprostřed. Jsou to triklinická, monoklinická, ortorombická, tetragonální, trigonální, hexagonální a kubická soustava. Všechny krystalové struktury, které mohou být definovány stejným systémem souřadných os, patří téže krystalové soustavě.
Sedm krystalografických soustav úzce souvisí s krystalovými mřížkami a elementárními buňkami. Všechny možnosti krystalové mřížky popisuje 14 Bravaisových mřížek a z nich sedm odpovídá sedmi krystalografickým soustavám.
Na rozdíl od krystalických látek nemají amorfní látky uspořádané struktury, jejich atomy nebo molekuly tvoří nepravidelný vzor a nelze je zařadit do žádné krystalografické soustavy.

## Historie
Na konci 18. století René Just Haüy publikoval svou teorii struktury krystalů z nejmenších stavebních celků (Molécules constituantes), což lze považovat za začátek krystalografie.
Christian Samuel Weiss (1780–1856) přeložil Haüyovy učebnice a již v prvním vydání svého překladu zařadil dodatek s názvem Dynamické pohledy na krystalizaci. Jeho názor, že vnější tvar krystalů by měl být chápán jako výraz systému vnitřních sil, vedl k myšlence popsat uspořádání zvláště nápadných směrů krystalů - tedy podél os. Osu definoval takto: Osa je přímka, která dominuje celému objektu a kolem níž je vše rovnoměrně rozloženo. Toto rovnoměrné rozložení kolem osy již naznačilo myšlenku rotační symetrie, ale teprve později ji konkrétně formulovali Moritz Ludwig Frankenheim a Johann Friedrich Christian Hessel.
Christian Samuel Weiss tak do krystalografie zavedl osové systémy. Tvrdil, že prostřednictvím pravoúhlých krystalových systémů, které navrhl, lze popsat polohu každého povrchu a každého směru. Podle uspořádání os rozlišil celkem šest krystalových systémů. S pomocí os byl Weiss poprvé schopen charakterizovat polohu všech krystalových ploch čísly (indexy) ve tvaru:
ma : nb : pc,
kde
a, b, c jsou délky hran,
m, n, p jsou průsečíky, kde příslušná plocha protíná osy - Weissovy koeficienty
Získal tak následující systémy (současné označení v závorkách):
1. Pravidelný (krychlový) systém: a = b = c, α = β = γ = 90°
2. Čtyřdílný (čtvercový) systém: a = b ≠ c, α = β = γ = 90°
3. Dvoustupňový systém: a, b, c různé ve dvojicích, α = β = γ = 90°
  - Dvoustupňový a dvoustupňový (kosočtverečný) systém
  - Dvoustupňový a jednostupňový (jednoklonný) systém
  - Jednostupňový a jednostupňový (trojklonný) systém
4. Tříčlenný nebo šestičlenný (klencový/šesterečný) systém: tři stejné osy se protínají v úhlu 60° a čtvrtá nestejná osa v úhlu 90°

V letech 1812–1814 vyvinul Friedrich Mohs svůj koncept krystalových systémů. Rozdělil je na čtyři systémy (kosočtverečný, pyramidální, prizmatický a tessulární). Byl to Mohsův žák Carl Friedrich Naumann, stejně jako Moritz Ludwig Frankenheim a Justus Günther Graßmann, kteří později vytvořili šikmé osové systémy.
Až v roce 1848 vypracoval Traugott Leberecht Hasse historický přehled krystalových soustav v ortogonálním popisu, tedy pomocí pravoúhlých souřadnic.
V roce 1866 Auguste Bravaise rozlišil sedm tříd symetrických spojení, již ne na základě axiálních poměrů, ale na základě maximálních kombinovatelných rotačních os. Tato klasifikace přesně odpovídá sedmi moderním krystalografickým soustavám:
1. kubická soustava: 3 čtyřnásobné, 4 trojnásobné, 6 dvojité osy otáčení
2. šestihranná soustava: 1 šestinásobná, 6 dvojitých os otáčení
3. tetragonální soustava: 1 čtyřstranné, 4 dvoukřídlé osy otáčení
4. trigonální soustava: 1 trojité, 3 dvojité osy otáčení
5. ortorombická soustava: 3 dvojité osy rotace
6. monoklinická soustava: 1 dvojitá osa rotace
7. triklinická soustava: bez os rotace

## Krystalová souměrnost
Významnou vlastností krystalů je pravidelnost polohy a vzájemného uspořádání jednotlivých ploch, která se nazývá krystalová souměrnost. Rozlišujeme tři prvky souměrnosti:
1. Rovina souměrnosti rozděluje krystal na dvě symetrické poloviny tak, že se jedna polovina kryje se zrcadlovým obrazem druhé poloviny.

Příklad osové souměrnosti

2. Příklad osové souměrnostiOsa souměrnosti je myšlená přímka vedená středem krystalu. Při otáčení kolem této osy o 360o se krystal opětovně dostává do polohy shodné s výchozí polohou. Podle toho, kolikrát se při plném otočení docílí shoda s výchozí polohou, rozeznáváme osy dvoj, troj, čtyř a šestičetné souměrnosti.

Příklad středové souměrnosti

3. Příklad středové souměrnostiStřed souměrnosti (bodové symetrie) krystalu je myšlený bod, kolem kterého se krystal otočí o 180o a každé jeho ploše pak odpovídá shodná a rovnoběžná plocha protější.

Kombinací všech uvedených prvků souměrnosti podle jejich počtu a druhu můžeme zařadit všechny krystaly do některého krystalografického oddělení. Nelze je kombinovat libovolně, neboť jsou vzájemně závislé, takže počet kombinací je omezený.
Existuje 230 kombinací prvků souměrnosti, které se nazývají grupy symetrie. Z nich lze vybrat 32 skupin, které se označují jako krystalografická oddělení souměrnosti - bodové grupy. Tato oddělení souměrnosti pak můžeme podle společných znaků rozdělit do 7 větších skupin - krystalografických soustav.
Společným znakem jednotlivých krystalografických soustav je krystalografický osní kříž (trojrozměrný souřadnicový systém), který umožňuje přesné určení každé krystalové plochy. Všechny krystalové mřížky, krystalové struktury a krystaly, které mohou být definovány stejným trojrozměrným souřadnicovým systémem, patří téže krystalové soustavě.

## Krystalová mřížka a elementární buňka

Všechny možnosti krystalové mřížky popisuje 14 Bravaisových mřížek.

Krystalová mřížka je množina určitých myšlených abstraktních bodů, pomocí nichž se popisuje struktura krystalu, neboli vzájemná poloha částic v krystalu.
V krystalové mřížce se v trojrozměrném prostoru kombinují prvky středové souměrnosti (bodové symetrie) a translace. Každý typ krystalové mřížky je definován třemi vektory a, b, c. Orientace krystalové mřížky se obvykle provádí tak, aby směry os souměrnosti (x, y, z) byly paralelní s vektory a, b, c nebo krystalografickými osami.
Podjednotkou krystalové mřížky je elementární buňka. Je to rovnoběžnostěn opakující se podél hlavních směrů trojrozměrného prostoru. Základní vektory (a, b, c) jsou definovány hranami základní buňky a jejich délky jsou základní periody mřížky. Společně se třemi úhly (α, β, γ), které základní vektory svírají, tvoří těchto šest hodnot mřížkové parametry.
Podle vektorů a, b, c a úhlů α, β, γ mezi nimi se krystalové mřížky rozdělují na:
- triklinická (trojklonná), a0 ≠ b0 ≠ c0, α ≠ β ≠ γ ≠ 90o
- monoklinická (jednoklonná), a0 ≠ b0 ≠ c0, α = γ, β > 90°
- rombická (kosočtverečná), a0 ≠ b0 ≠ c0, α = β = γ = 90°
- tetragonální (čtverečná), a0 = b0 ≠ c0, α = β = γ = 90°
- trigonální (klencová), a0 = b0 = c0, (α = β = γ) ≠ 90°
- hexagonální (šesterečná), a0 = b0 ≠ c0 resp. a1 = a2 = a3 ≠ c0, α = β = 90°, γ = 120°
- kubická (krychlová), a = b = c, α = β = γ = 90°

## Srovnání krystalografických soustav, Bravaisových mřížek a krystalových mřížek

Jednoklonná
Trojklonná
Kosočtverečná
Čtverečná
Šesterečná
Klencová
Krychlová

| Krystalografická soustava | Požadovaná symetrie                                                             | Bravaisova mřížka | Krystalová mřížka |
| ------------------------- | ------------------------------------------------------------------------------- | ----------------- | ----------------- |
| Trojklonná                | Žádná                                                                           | 1                 | Trojklonná        |
| Jednoklonná               | 1 dvojnásobná osa otáčení nebo 1 rovina souměrnosti                             | 2                 | Jednoklonná       |
| Kosočtverečná             | 3 dvojnásobné osy otáčení nebo 1 dvojnásobná osa otáčení a 2 roviny souměrnosti | 4                 | Kosočtverečná     |
| Čtverečná                 | 1 čtyřnásobná osa otáčení                                                       | 2                 | Čtverečná         |
| Klencová                  | 1 trojnásobná osa otáčení                                                       | 1                 | Klencová          |
| Klencová                  | 1 trojnásobná osa otáčení                                                       | 1                 | Šesterečná        |
| Šesterečná                | 1 šestinásobná osa otáčení                                                      | 1                 | Šesterečná        |
| Krychlová                 | 4 trojnásobné osy otáčení                                                       | 3                 | Krychlová         |
| Celkem 7                  |                                                                                 | Celkem 14         | Celkem 7          |

- Jednoklonná
- Trojklonná
- Kosočtverečná
- Čtverečná
- Šesterečná
- Klencová
- Krychlová

## Jednotlivé krystalografické soustavy

### Trojklonná (triklinická)

elementární buňka v trojklonné soustavě

Všechny osy osového kříže jsou různě dlouhé a svírají libovolný kosý úhel.
Pro mřížkové parametry platí:
{\displaystyle a\neq b\neq c,~\alpha \neq \beta \neq \gamma } (a žádný z úhlů {\displaystyle \alpha ,\beta ,\gamma } není roven 90{\displaystyle ^{\circ }})
Minerály trojklonné soustavy: albit (živec sodnovápenatý), chalkantit (modrá skalice), kaolinit, plagioklas

### Jednoklonná (monoklinická)

elementární buňka v jednoklonné soustavě

Všechny tři osy osového kříže jsou nestejně dlouhé, dvě osy spolu svírají pravý úhel a třetí osa s nimi svírá libovolný kosý úhel.
Pro mřížkové parametry platí: 
{\displaystyle a\neq b\neq c,~\alpha =\gamma =90^{\circ },\beta >90^{\circ }}
Minerály jednoklonné soustavy: amfibol, augit, biotit, epidot, mastek, muskovit, ortoklas, sádrovec, staurolit

### Kosočtverečná (ortorombická)

elementární buňka v kosočtverečné soustavě

Všechny tři osy osového kříže jsou různě dlouhé a jsou na sebe kolmé.
Pro mřížkové parametry platí: 
{\displaystyle a\neq b\neq c,~\alpha =\beta =\gamma =90^{\circ }}
Minerály kosočtverečné soustavy: antimonit, aragonit, baryt, markazit, olivín, síra, topaz

### Čtverečná (tetragonální)

elementární buňka ve čtverečné soustavě

Dvě osy osového kříže jsou stejně dlouhé, 1 nestejně dlouhá, všechny 3 osy jsou kolmé.
Pro mřížkové parametry platí: 
{\displaystyle a=b\neq c,~\alpha =\beta =\gamma =90^{\circ }}
Minerály čtverečné soustavy: chalkopyrit, kasiterit, rutil

### Šesterečná (hexagonální)

trojice elementárních buňek v šesterečené soustavě

Šest stejně dlouhých os osového kříže (tři hlavní a tři vedlejší) leží v jedné rovině a svírají mezi sebou úhel 60°, sedmá osa stojí kolmo k této rovině a je nestejně dlouhá. Má 7 rovin souměrnosti.
Pro mřížkové parametry platí: 
{\displaystyle a=b\neq c,~\alpha =\beta =90^{\circ },~\gamma =120^{\circ }}
Minerály šesterečné soustavy: apatit, beryl, grafit

### Klencová (trigonální)

elementární buňka v klencové soustavě

Klencová soustava bývá někdy pro zjednodušení řazena do šesterečné soustavy. Tyto soustavy mají stejný typ osního kříže a liší se četností svislé osy. Tři stejně dlouhé osy osového kříže leží v jedné rovině a svírají úhel 120°. Čtvrtá osa stojí kolmo k této rovině a je stejně dlouhá.
Pro mřížkové parametry platí:
{\displaystyle a=b=c,~\alpha =\beta =\gamma \neq 90^{\circ }}
Minerály klencové soustavy: kalcit, korund, křemen, magnezit, siderit, turmalín, hematit

### Krychlová (kubická)

elementární buňka v krychlové soustavě

Krystaly krychlové soustavy mají nejvíce rovin souměrnosti (9). Na krystalech se často uplatňuje krychle, osmistěn, dvanáctistěn kosočtverečný nebo dvanáctistěn pětiúhelníkový. Najdeme zde i tvar s největším počtem ploch (48stěn) a různé typy 24stěnů. V horninách mívají zrna krychlových minerálů kruhovitý průřez (například granát). Osní kříž krychlové soustavy je tvořen třemi osami, které jsou na sebe kolmé a všechny jsou stejně dlouhé.
Pro mřížkové parametry platí:
{\displaystyle a=b=c,~\alpha =\beta =\gamma =90^{\circ }}
Minerály krychlové soustavy: diamant, fluorit, galenit, granát, halit (sůl kamenná), měď, pyrit, sfalerit, stříbro, zlato